# 制服ぬいだら♪
『制服ぬいだら♪』（せいふくぬいだら）は、渡辺航による日本のギャグ漫画作品。月刊漫画誌『チャンピオンRED』（秋田書店）2002年11月号より連載開始。その後、2005年3月号から『電車男 でも、俺旅立つよ。』を連載するため、2005年2月号で連載中断。そのまま未完になっていたが、2008年に講談社のシリウスコミックスから単行本の再版が決定。単行本に収まらなかった回も6巻として発売された。

## 物語
ドジでトロくて大ボケな女子高生「果実みのり」の元に、偶然1機のUFOが飛来した。乗っていた異星人、通称「ドニー」は宇宙を漂流しているモンスターが地球に迫っているとみのりに伝え、それを倒す力を持った変身ステッキを託す。その力を発揮するには、ステッキから出現するコスチュームに変身（正確に言うと「コスプレ」）しなければならない。だが何をするにもトロいみのりは、特に着替えるのが人一倍遅かった。はたしてみのりは、モンスターから地球を守れるのか。

## 登場人物
果実 みのり（かじつ みのり）
本編の主人公。「らびゅー」が口癖。ドジでのろまではあるが、人一倍がんばるひたむきさを持つ。うっかり変身ステッキを持ってしまったばかりに、地球を守る使命をもってしまった。道真に片思い中。
果実 もぎたて（かじつ もぎたて）
みのりの妹。姉と仲がよいが、人見知りが激しい。
道真（みちざね）
イケメンでスポーツ万能であるがかなりぬけているところがある。偶然見かけた正義の味方（そのときの服装から「オレンジバニー」と呼んでいる）が気になっており、その正体を知ろうとする。実家は神社。
一輪 菊子（いちりん きくこ）
みのりの姉貴分で、みのりの危機を何度も救う。ボーイッシュだが容姿端麗（巨乳）であり、服屋ではモデルに見られることも。
陰宮寺 呪々美（いんぐうじ ののみ）
みのりの友人。オカルトや魔術が趣味で、水晶玉で襲来するドリモンの正体を予知している。貧乳であり、そのことにコンプレックスを持っている。
辻野 舞羅（つじの ぶら）
みのりの恋敵。道真に片思いのあまり、1つ年上にもかかわらず名簿を修正し、みのり・道真と同じクラスになる。言葉を一切発さず、胸をはだけてブラに書いた文字と立て看で意思疎通をする。背中で語る父と胸を開いて話せる母（こちらははだけない）がいる。
ケロパンダ（川口ケロ子・月山パンダ子）
みのりの後輩。頭にかぶりものをするなど日々アホなことをしており、アホ度の高いみのりを師匠とあがめる。
ドニー
本名ドリー。ドリモンを倒すために地球にやってきた宇宙人。美的センスが地球人とずれている。ドリモンの情報をみのりに教えたりするが、呪々美にその役を取って代わられ、中盤以降は出番が少なくなる。ドラミンという妹がいる。
ニミー・リン
ドニーの幼なじみ。ドニーに片思いしているが、恥ずかしがり屋のためなかなか思いが伝えられないでいる。
ドリモン
名前の由来はドリフト（漂流）する宇宙モンスターから。地球を侵略するために宇宙からやってきた生物。様々な種類があるが、どれも象のような鼻を持っている。

## 単行本
- 秋田書店版
  1. ISBN 4-253-23053-9
  2. ISBN 4-253-23054-7
  3. ISBN 4-253-23055-5
  4. ISBN 4-253-23056-3
  5. ISBN 4-253-23057-1
- 講談社版
  1. ISBN 4-06-373132-4
  2. ISBN 4-06-373135-9
  3. ISBN 978-4-06373140-8
  4. ISBN 978-4-06373145-3
  5. ISBN 978-4-06373147-7
  6. ISBN 978-4-06373151-4